# Fuhlsbüttler Straße

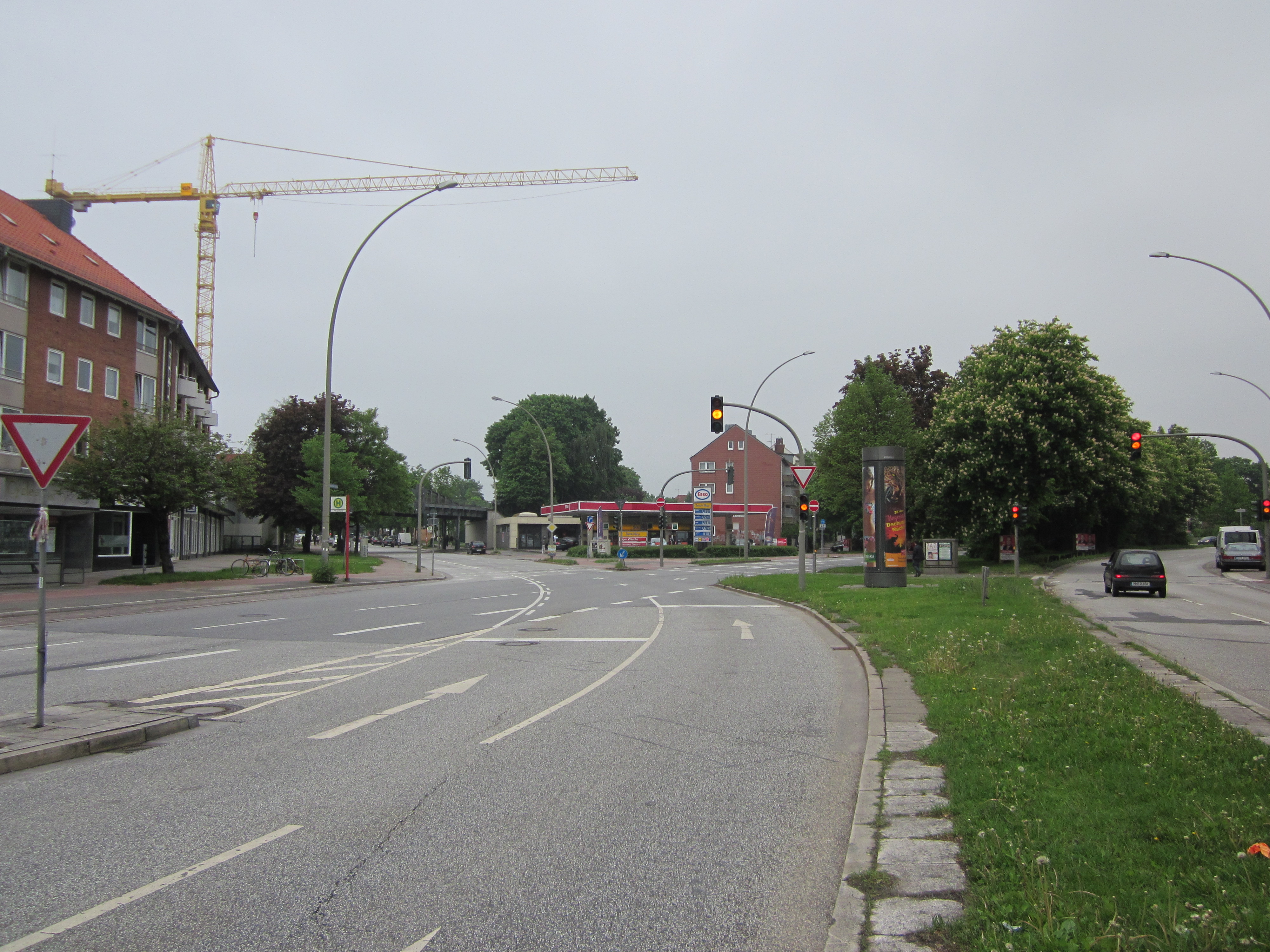
Ausfädelung der Fuhlsbüttler Straße aus der Bramfelder Straße

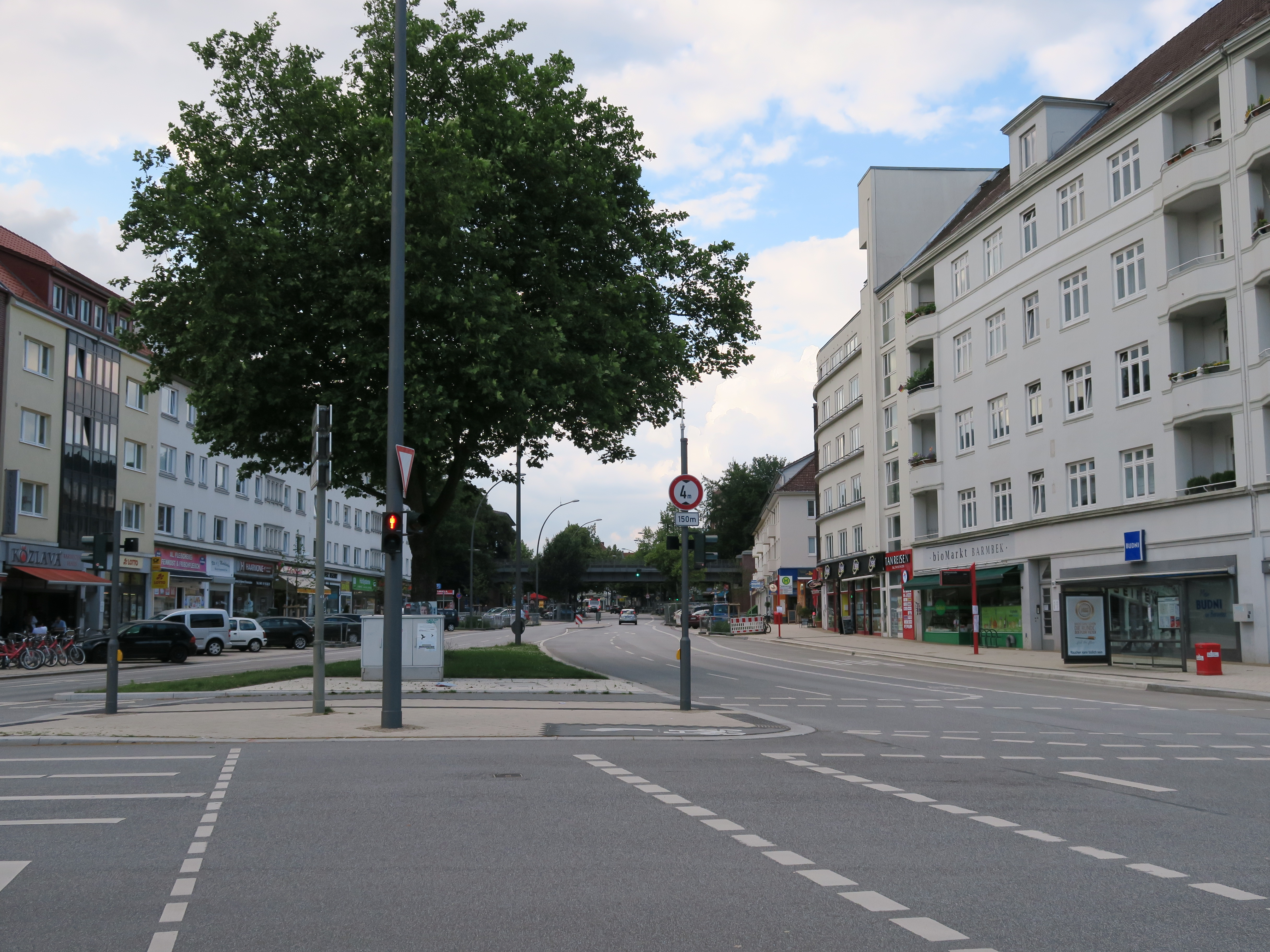
Fuhlsbüttler Straße Ecke Hellbrookstraße, nach dem Umbau 2016

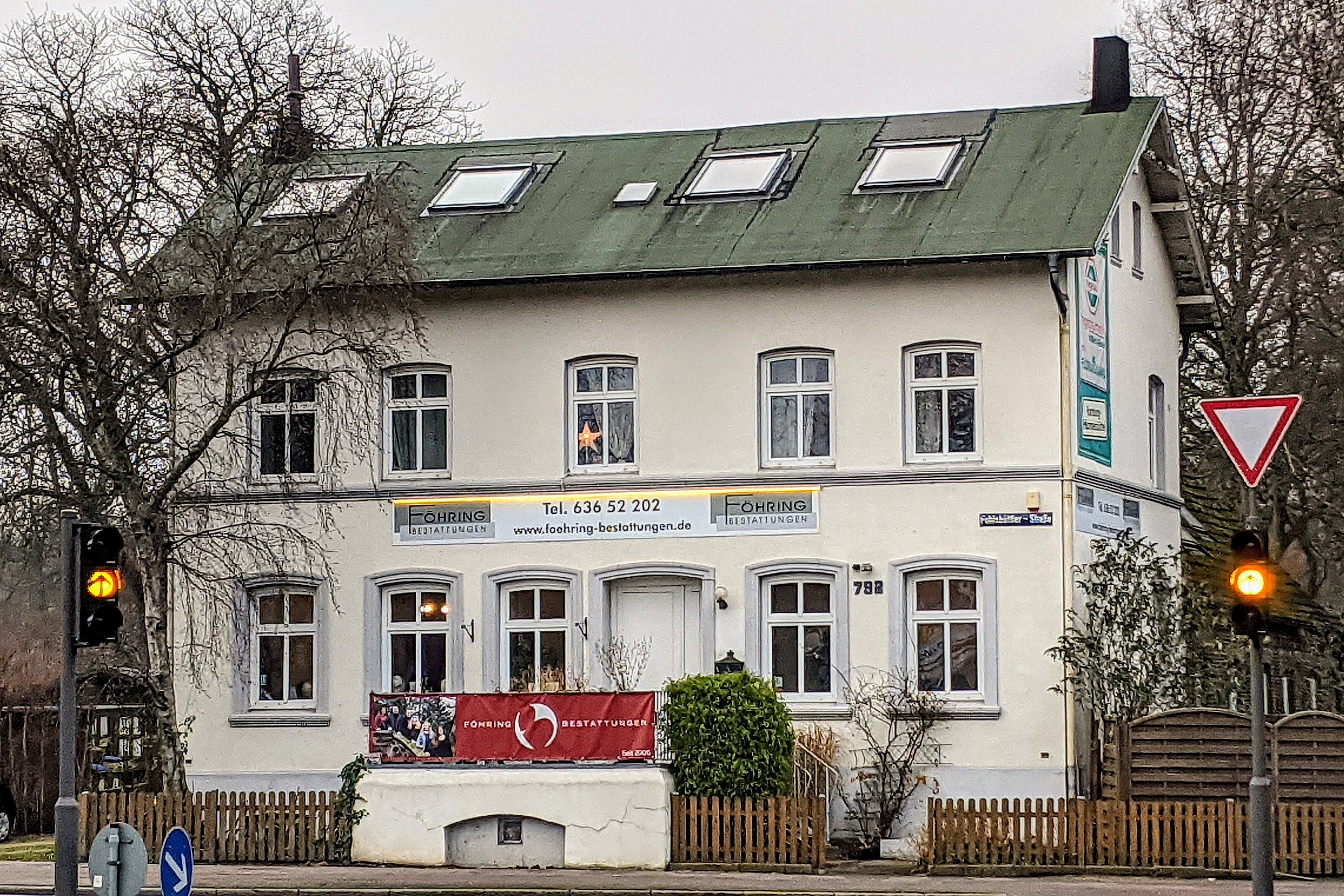
Hamburgs höchste Hausnummer: Fuhlsbüttler Straße 792

Die Fuhlsbüttler Straße (umgangssprachlich auch Fuhle) in Hamburg ist eine rund 4,7 Kilometer lange Straße, die zum Hauptverkehrsstraßennetz von Hamburg zählt und den amtlichen Straßenschlüssel F279 hat. Sie liegt vollständig im Bezirk Hamburg-Nord und verläuft durch die Stadtteile Barmbek-Nord und Ohlsdorf. Mit Hausnummer 792 liegt an der Fuhlsbüttler Straße das Gebäude mit der höchsten Hausnummer in ganz Hamburg.

## Verlauf
Die Fuhlsbüttler Straße beginnt an der Bramfelder Straße auf einer Höhe von 8,6 Metern über NHN (Lage) und verläuft von dort konsequent in nordnordwestlicher Richtung. Da die Straße quer zu einigen Höhenrücken verläuft, ist sie selten eben, sondern es geht mehrfach leicht bergauf und -ab.
Sie wird wenige Meter nach ihrem Anfang von der Ringlinie U3 der Hamburger U-Bahn überquert und kurz danach direkt östlich des Bahnhofs Barmbek ein zweites Mal sowie von der S-Bahn Hamburg (Linie S1) und der Güterumgehungsbahn Hamburg. Anschließend beginnt der Abschnitt als Einkaufsstraße von Barmbek, der von der Pestalozzistraße bis zur Hellbrookstraße eine zweispurige Einbahnstraße Richtung Norden ist. Kurz darauf wird sie ein drittes Mal von der U3 gequert, hier als Teil der Walddörferbahn. Die Barmbeker-Ringstraßen-Brücke führt den Ring 2 über die Fuhlsbüttler Straße. Ab der Meister-Bertram-Straße gehört ihre östliche Straßenseite zu Ohlsdorf, ab der Kreuzung mit der Hebebrand- und der Nordheimstraße verläuft sie vollständig in Ohlsdorf. In Höhe des Fußwegs zum Wolkausweg erreicht die Fuhlsbüttler Straße mit 27,0 Metern über NHN ihren höchsten Punkt, von dem sie sich bis zu ihrem Ende (Lage) auf 10,6 Meter senkt. Hier geht sie nahe der Alster am Abzweig der Wellingsbütteler Landstraße in den Ratsmühlendamm über. Zuvor führt sie am Friedhof Ohlsdorf auf ihrer östlichen und dem Bahnhof Ohlsdorf auf ihrer westlichen Seite vorbei und unterquert ein letztes Mal die S- und U-Bahn, hier die Strecken der Alstertalbahn und der U1.
Die Fuhlsbüttler Straße ist heute großteils zweistreifig, nur vor Knotenpunkten, an kleineren Abschnitte in Barmbek und im nördlichen Stück in Ohlsdorf bestehen mehrere Fahrstreifen.

## Geschichte

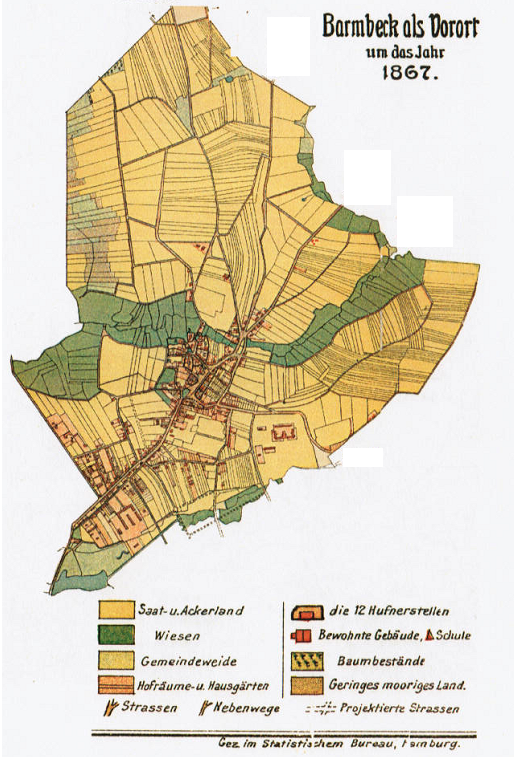
Karte von Barmbek um 1867; die heutige Fuhlsbüttler Straße folgt dem Nebenweg vom Dorf in den äußersten Norden von Barmbek

Ihren Namen hat die Fuhlsbüttler Straße als Landstraße von Barmbek nach Fuhlsbüttel seit 1862. Sie folgt in ihrem Verlauf älteren Feldwegen. Mit Inbetriebnahme des Ohlsdorfer Friedhofs 1873 erhöhte sich das Verkehrsaufkommen deutlich. Aus diesem Grunde wurde die Straße erstmals 1890 gepflastert.

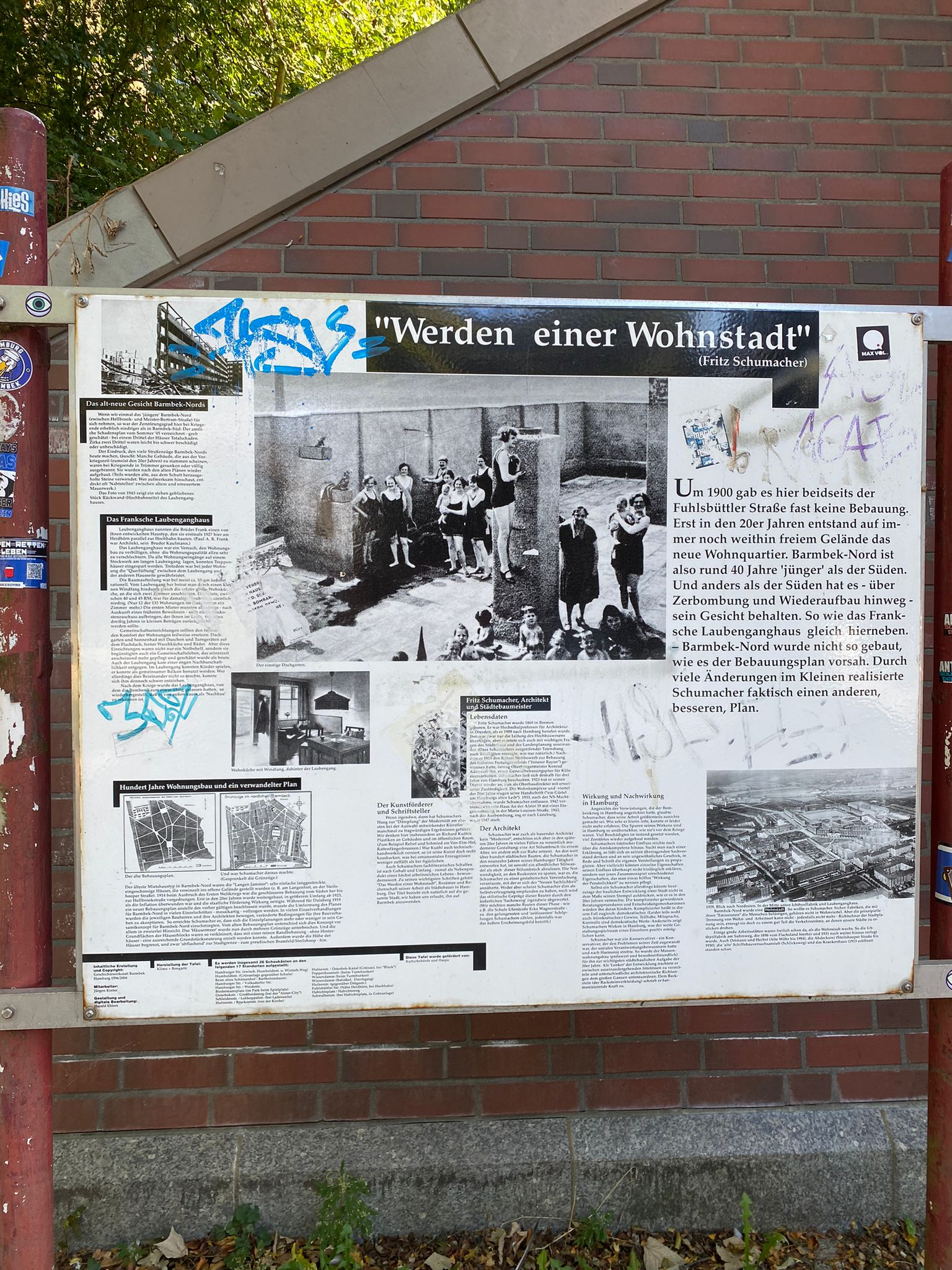
Infotafel an der Fuhlsbüttler Straße Höhe Bahndamm der U3

Ab dem 11. April 1895 führte die spätere Linie 6 der Straßenbahn Hamburg auf der Fuhlsbüttler Straße bis nach Ohlsdorf. Sie war die erste Linie, die von Anfang an elektrisch betrieben wurde. Ihr Betrieb war auf der Fuhlsbüttler Straße kriegsbedingt vom 27. Juli 1943 bis zum 28. Mai 1944 eingestellt. Am 30. Mai 1965 wurde der Betrieb der Linie eingestellt und durch Busse ersetzt.
In der Weimarer Zeit, der Zeit des Nationalsozialismus und der frühen Bundesrepublik spielte sich das kulturelle Leben des Barmbeker Nordens an der Fuhlsbüttler Straße ab. Die Kinos Roxy, Scala und Schauburg-Nord sowie das Kaffeehaus König waren Anziehungspunkte. Bis heute ist die Fuhlsbüttler Straße die dominierende Einkaufsstraße des Stadtteils. Ihre Hauptbedeutung hatte sie in den 1950er- und 1960er-Jahren, als die großen Kaufhäuser in der Hamburger Straße nicht mehr und das Einkaufszentrum Hamburger Straße noch nicht existierten.
In den Jahren 2014/15 wurde die Fuhlsbüttler Straße auf fast voller Länge umgebaut. Dabei wurde die für solche Straßen in Hamburg früher übliche Breite der Richtungsfahrbahnen verringert. Der Bereich in der Straßenmitte war für die Straßenbahngleise vorgesehen, rechts daneben gab es eine Fahrspur, wobei zwar zwei Pkw nebeneinander in die gleiche Richtung fahren konnten, aber die Breite nicht für zwei Lkw oder Busse ausreichte („überbreite Fahrstreifen“). Beim Umbau wurden die Fahrspuren auf die volle Breite gebracht, wobei die Straßenbreite dann oft nur drei Fahrspuren zuließ. Auf einem kurzen Stück vor der Dennerstraße wurde der dritte Fahrstreifen in der Mitte als Busspur Richtung Norden eingerichtet. Für den Kfz-Verkehr blieb so auf großer Länge nur ein Fahrstreifen je Richtung übrig, dagegen wurden fast durchgängig Radfahrstreifen angelegt. Insbesondere die Nebenflächen im Einkaufsstraßenbereich zwischen dem Bahnhof Barmbek und der Brücke der Walddörferbahn wurden vollständig umgestaltet. Der Umbau verursachte Mehrkosten wegen notwendiger Nacharbeiten auf den Nebenflächen, die erst im Dezember 2016 abgeschlossen wurden.
Ein Asylbewerber attackierte 2017 mit einem Messer in einem an der Straße gelegenen Supermarkt Kunden und tötete eine Person und verletzte weitere.

## Verkehrsbelastung

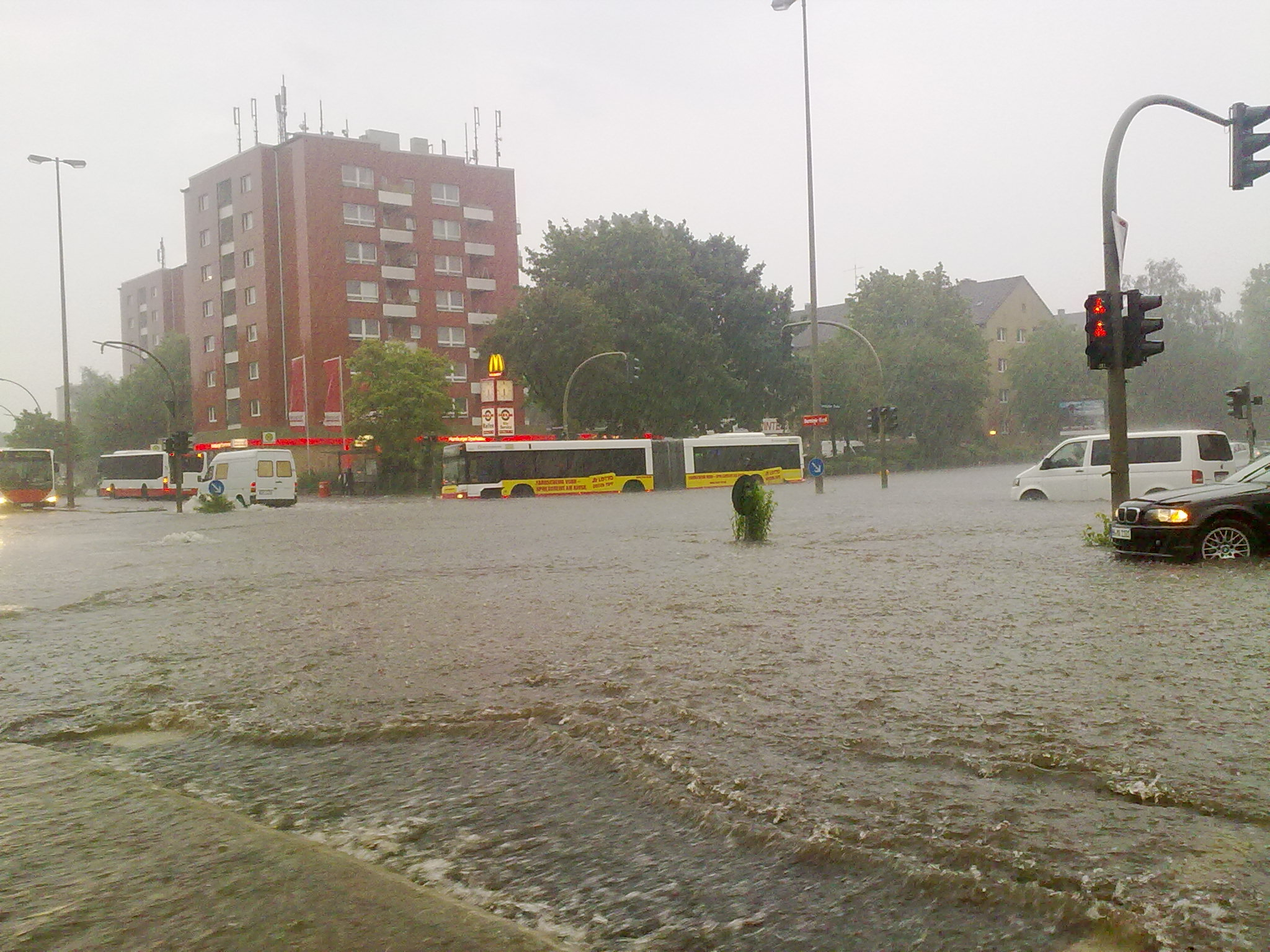
Fuhlsbüttler Straße Ecke Hebebrandstraße/Nordheimstraße während eines lokalen Starkregenereignisses am 6. Juni 2011

An der Grenze von Barmbek-Nord und Ohlsdorf wurde die Straße 2013 von durchschnittlich 26.000 Fahrzeugen pro Werktag genutzt, davon etwa 5 Prozent Schwerverkehr. An ihrem nördlichen Ende waren es 43.000 Fahrzeuge mit 3 Prozent Schwerverkehr.

## Öffentlicher Personennahverkehr
Die einzige Buslinie, die dem kompletten Verlauf der Fuhlsbüttler Straße folgt, ist die Nachtbuslinie 607. Tagsüber übernimmt die Linie 172, zwischen Bf. Barmbek und Langenfort verstärkt durch die Metrobuslinie 17, nicht jedoch auf dem kurzen Stück südlich des Barmbeker Bahnhofs. Dort entlang führt die Stadtbuslinie 213. Bis 2023 war auf dem Barmbeker Teil der Fuhlsbüttler Straße südlich der Kreuzung Hebebrandstraße/Nordheimstraße die Metrobuslinie 7 die wichtigste Linie, der Abschnitt nördlich des Rings 2 bis zur Hebebrandstraße wurde zudem durch die Metrobuslinie 28 von Wandsbek bedient. Außerdem führt die Linie 179 auf dem kurzen Abschnitt nördlich der Alsterdorfer Straße (beim Ohlsdorfer Bahnhof) über die Fuhlsbüttler Straße Richtung Poppenbüttel.
Der Tunnel der in Bau befindlichen U-Bahn-Linie U5 wird die Fuhlsbüttler Straße in Höhe der Nordheimstraße queren und dort die Haltestelle Barmbek Nord erhalten. Für den Bau der U-Bahn-Haltestelle in offener Bauweise gibt es für einige Jahre eine große Baustelle mit starken Verkehrsbehinderungen.
Auf Höhe des Hardorffswegs ist eine zusätzliche Haltestelle der U-Bahn-Linie U3 auf dem Bahndamm zwischen den bestehenden Haltestellen Barmbek und Habichtstraße geplant, die diesen Bereich der Fuhlsbüttler Straße erschließen soll.

## Kulturdenkmäler

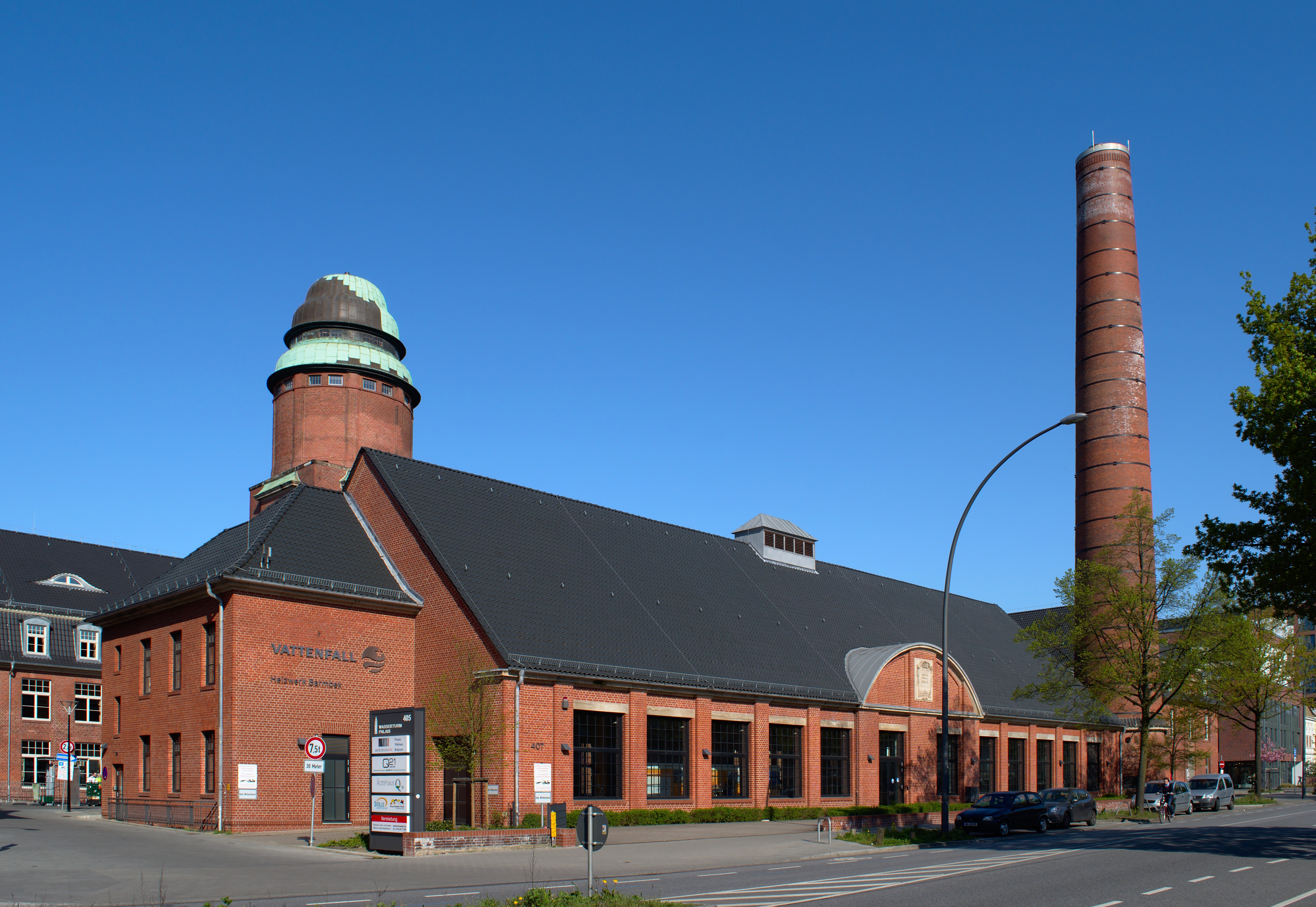
Kesselhaus des AK Barmbek

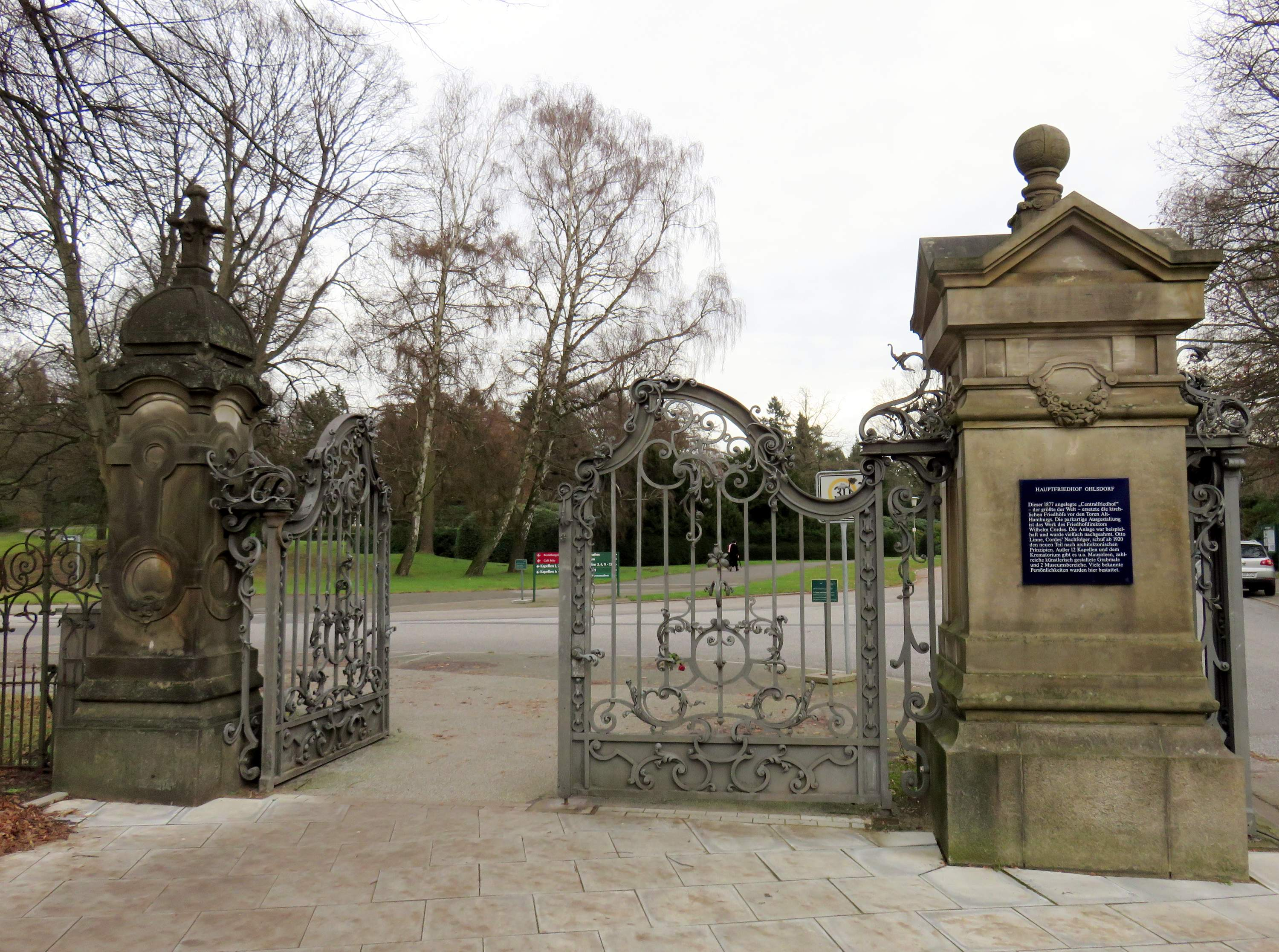
Eingang zum Friedhof Ohlsdorf

Entlang der Fuhlsbüttler Straße liegen einige Baudenkmäler:
Barmbek-Nord
- Brücken der U- und S-Bahn am Bahnhof Barmbek über die Fuhlsbüttler Straße
- Hausnummern 176, 178 und 180: Laubenganghaus Heidhörn
- Hausnummern 220, 222, 224, 226, 228 und 230: Siedlungsbauten
- Hausnummern 236, 238, 238a, 238b, 238c,240, 240a, 240b, 242, 244, 246, 248, 250, 252, 254 und 256: Siedlungsbau Adolf-von-Elm-Hof
- Hausnummer 407: Kesselhaus des ehemaligen Allgemeinen Krankenhauses Barmbek
- Haus westlich von Nr. 407: Wirtschaftsgebäude des ehemaligen Allgemeinen Krankenhauses Barmbek
- Hausnummer 415a: Desinfektionshaus des ehemaligen Allgemeinen Krankenhauses Barmbek
- Hausnummern 458 und 460: Siedlungsbau

Ohlsdorf
- Hausnummer 652: Einfamilienhaus
- Hausnummer 654: Wohngebäude
- Hausnummer 656: (ehemalige) Nikodemuskirche
- Hausnummer 656a: Kindertagesstätte
- Hausnummer 658: Gemeindehaus
- Hausnummern 660 und 662: Zweifamilienhaus
- Hausnummer 756: Friedhof Ohlsdorf